# Coronet Peak
Coronet Peak är en bergstopp i Antarktis. Den ligger i Östantarktis. Nya Zeeland gör anspråk på området. Toppen på Coronet Peak är 2 175 meter över havet, eller 637 meter över den omgivande terrängen. Bredden vid basen är 8,3 km.
Terrängen runt Coronet Peak är huvudsakligen kuperad. Trakten är obefolkad. Det finns inga samhällen i närheten.